# Exochus lucidus
Exochus lucidus är en stekelart som beskrevs av Riggio och De Stefani 1888. Exochus lucidus ingår i släktet Exochus och familjen brokparasitsteklar. Inga underarter finns listade i Catalogue of Life.